# Storholmen (Etne)
Ne doit pas être confondu avec Storholmen, Storholmen (Bergen), Storholmen (Fusa), Storholmen (Kvinnherad), Storholmen (Lindås), Storholmen (Masfjorden) ou Storholmen (Osterøy).
Storholmen est une île norvégienne du comté de Vestland appartenant administrativement à Etne.

## Description
Rocheuse et désertique, elle s'étend sur environ 106 m de longueur pour une largeur approximative de 62 m. 